# Ana Gutiérrez
Ana Gabriela Gutiérrez Díaz (Santiago, Chile; 20 de junio de 1996) es una futbolista chilena. Juega de centrocampista en Santiago Wanderers de la Primera División de fútbol femenino de Chile. 

## Trayectoria

### Colo-Colo
Jugó fútbol desde muy pequeña junto a su hermano. Comenzó su carrera en el Colo-Colo de la Primera División de Chile. Con el club albo ganó el Torneo de Apertura de 2017, duodécima estrella del club, donde además anotó un gol en la final a Palestino.

### CF Femenino Cáceres
Luego de obtener el segundo lugar en la Copa América 2018 con la selección de Chile, la jugadora fichó en el CFF Cáceres de la Segunda División de España. Anotó un gol en su debut contra el Luis Camoens, su equipo ganó por 5-0. El 13 de enero de 2019 anotó su quinto gol con el club español, donde además juega con su compatriota Francisca Moroso.

### Universidad de Chile
Para la temporada 2020, vuelve a Chile para jugar por Universidad de Chile. En noviembre de 2023 llegó a un acuerdo para rescindir su contrato con el club universitario a falta de un año.

## Selección nacional
Ha representado a Chile en las categorías sub-17 y sub-20.
Representa a la selección Chilena a nivel internacional. Jugó la Copa América Femenina de Chile 2018, donde la roja obtuvo el segundo lugar

## Clubes
| Club                 | País   | Año         |
| -------------------- | ------ | ----------- |
| Colo-Colo            | Chile  | 2015 - 2018 |
| CFF Cáceres          | España | 2018 - 2019 |
| Universidad de Chile | Chile  | 2020 - 2023 |
| Santiago Wanderers   | Chile  | 2025 -      |

## Palmarés

### Títulos nacionales
| Título              | Club                 | País  | Año  |
| ------------------- | -------------------- | ----- | ---- |
| Campeonato Nacional | Universidad de Chile | Chile | 2021 |